# Modernizm w Niemczech
.

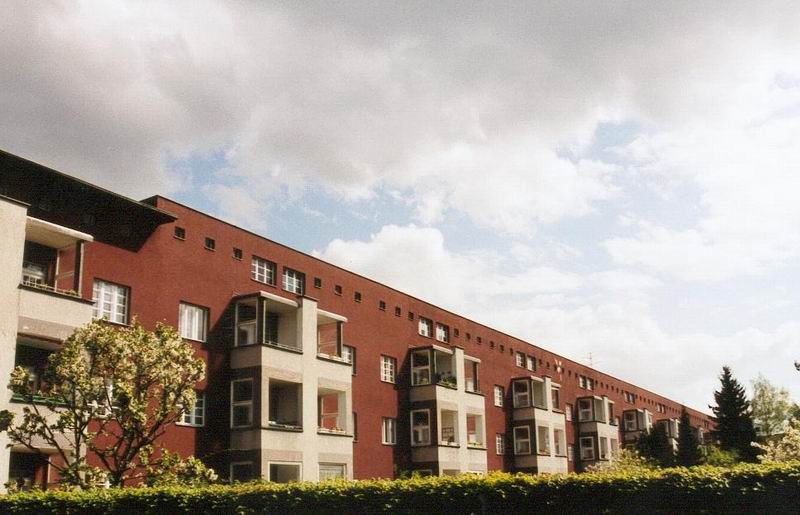
Niemiecki modernizm:
B. Taut, Osiedle Podkowa w Berlinie-Britzu

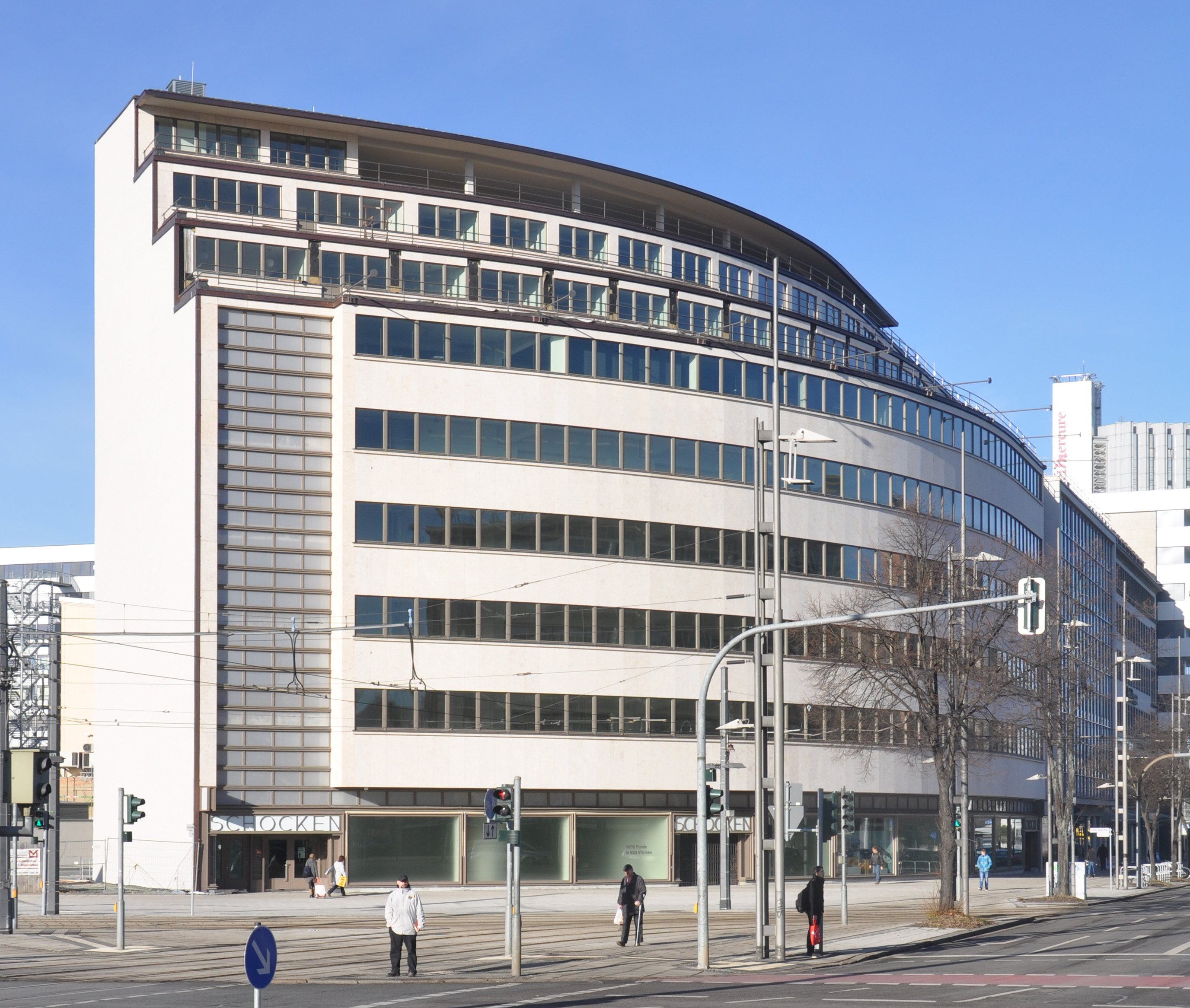
Niemiecki modernizm:
E. Mendelsohn,
Dom towarowy Schocken w Chemnitz

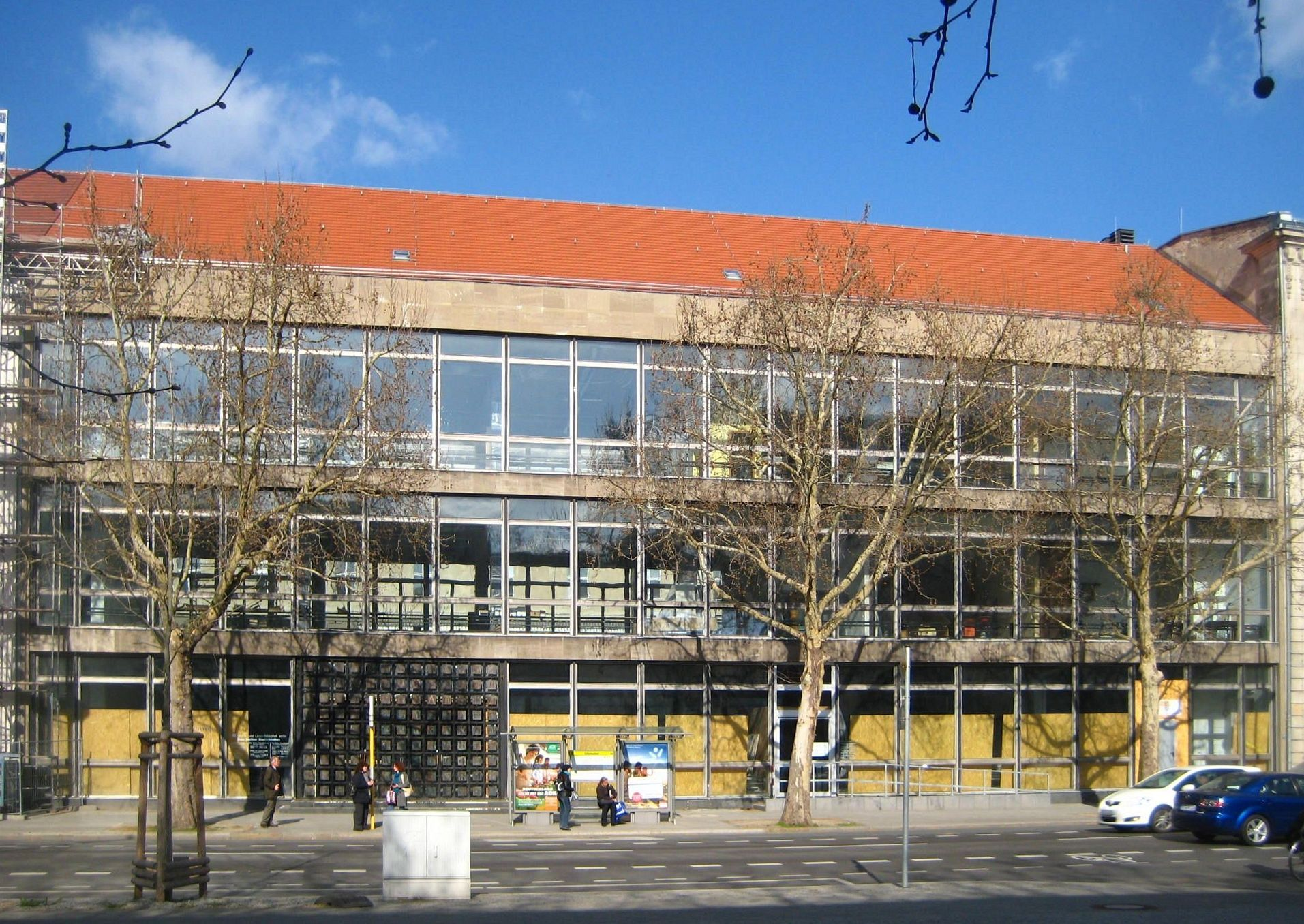
Modernizm w NRD:
Heinz Mehlan, Biblioteka miejska w Berlinie

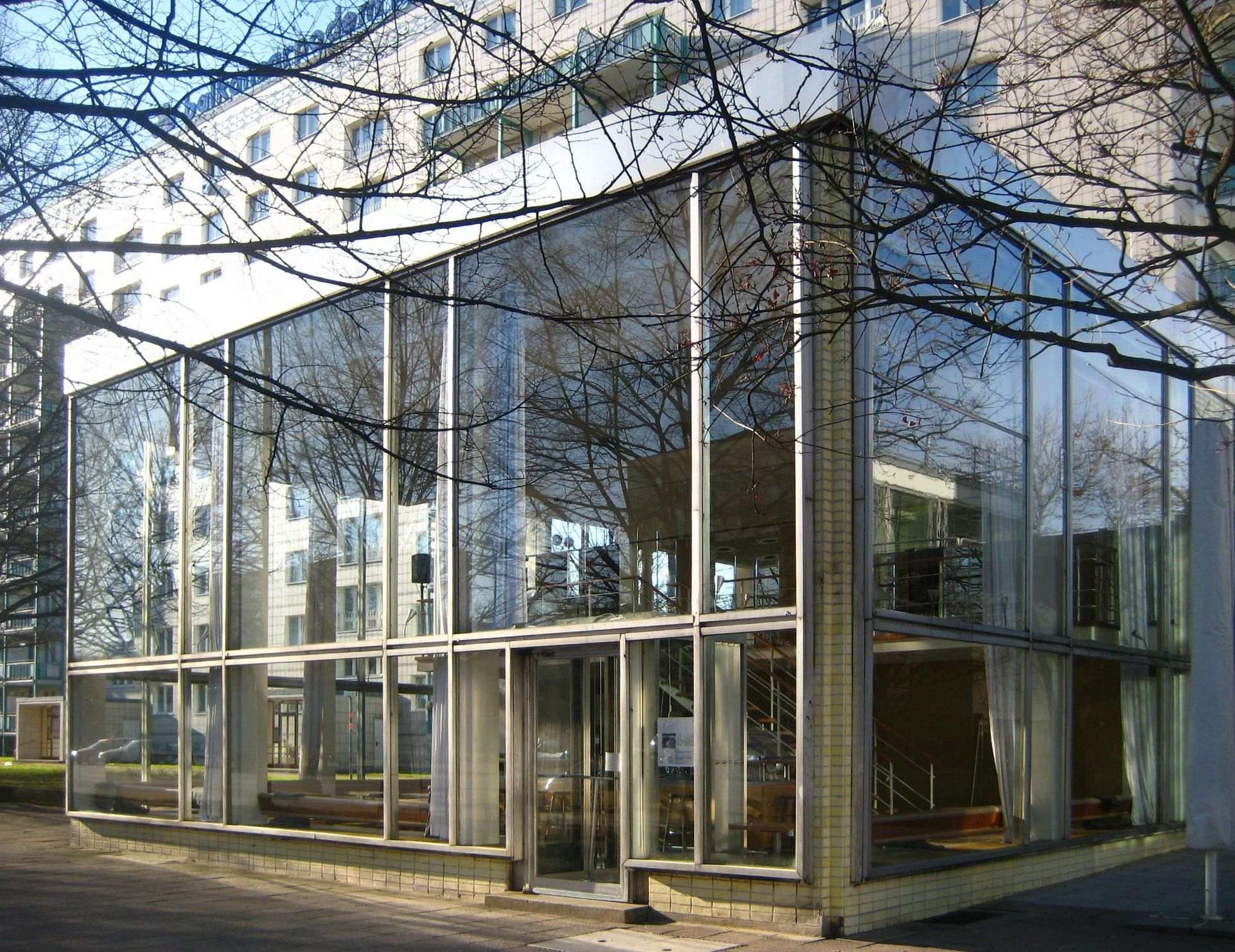
Pawilon modernistyczny „Bar Babette” w Berlinie Wschodnim z widoczną szklaną ścianą kurtynową, Josef Kaiser, 1962

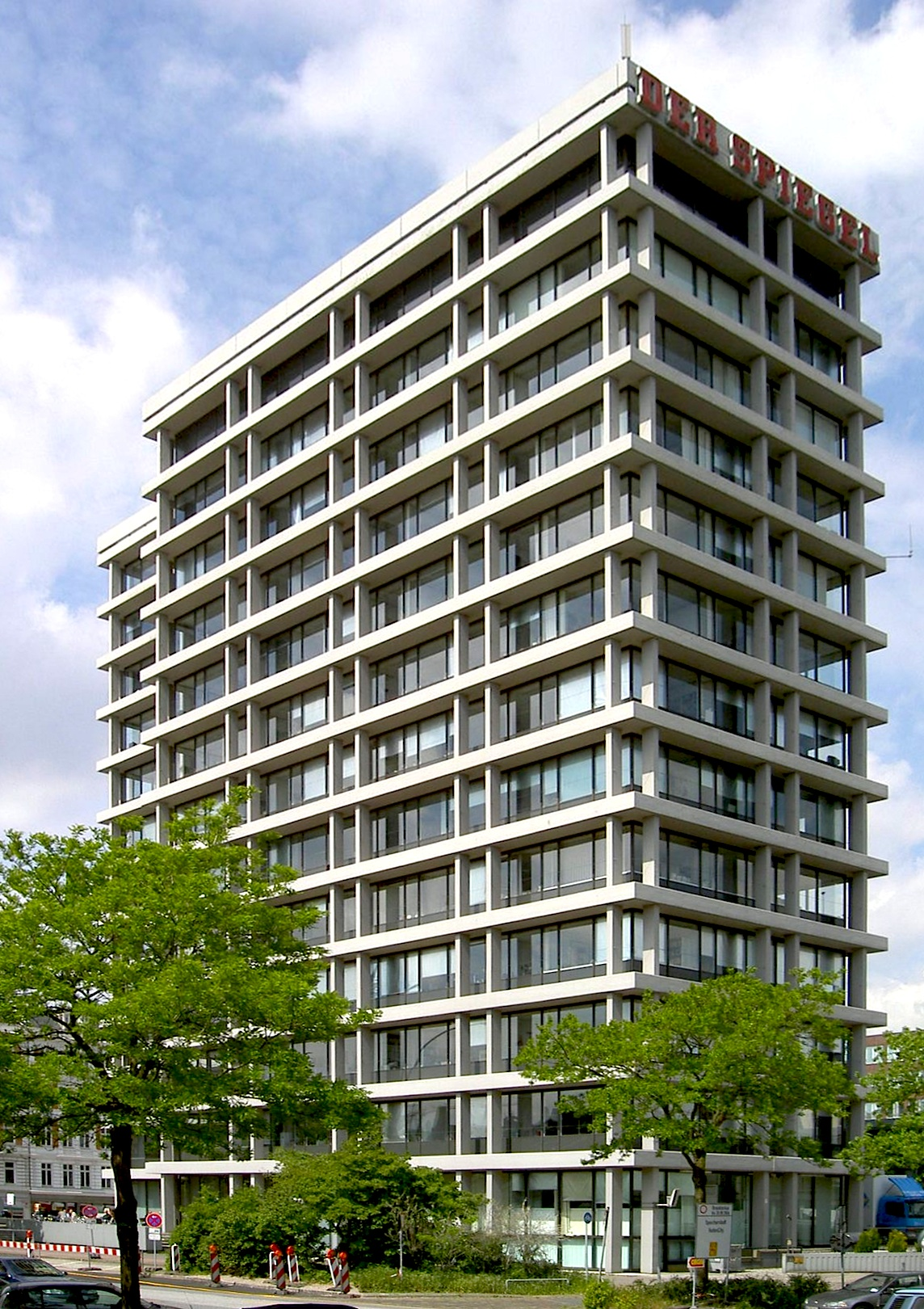
Modernizm w Niemczech Zachodnich: Werner Kallmorgen, biurowiec tygodnika „Der Spiegel” w Hamburgu, 1966–1968

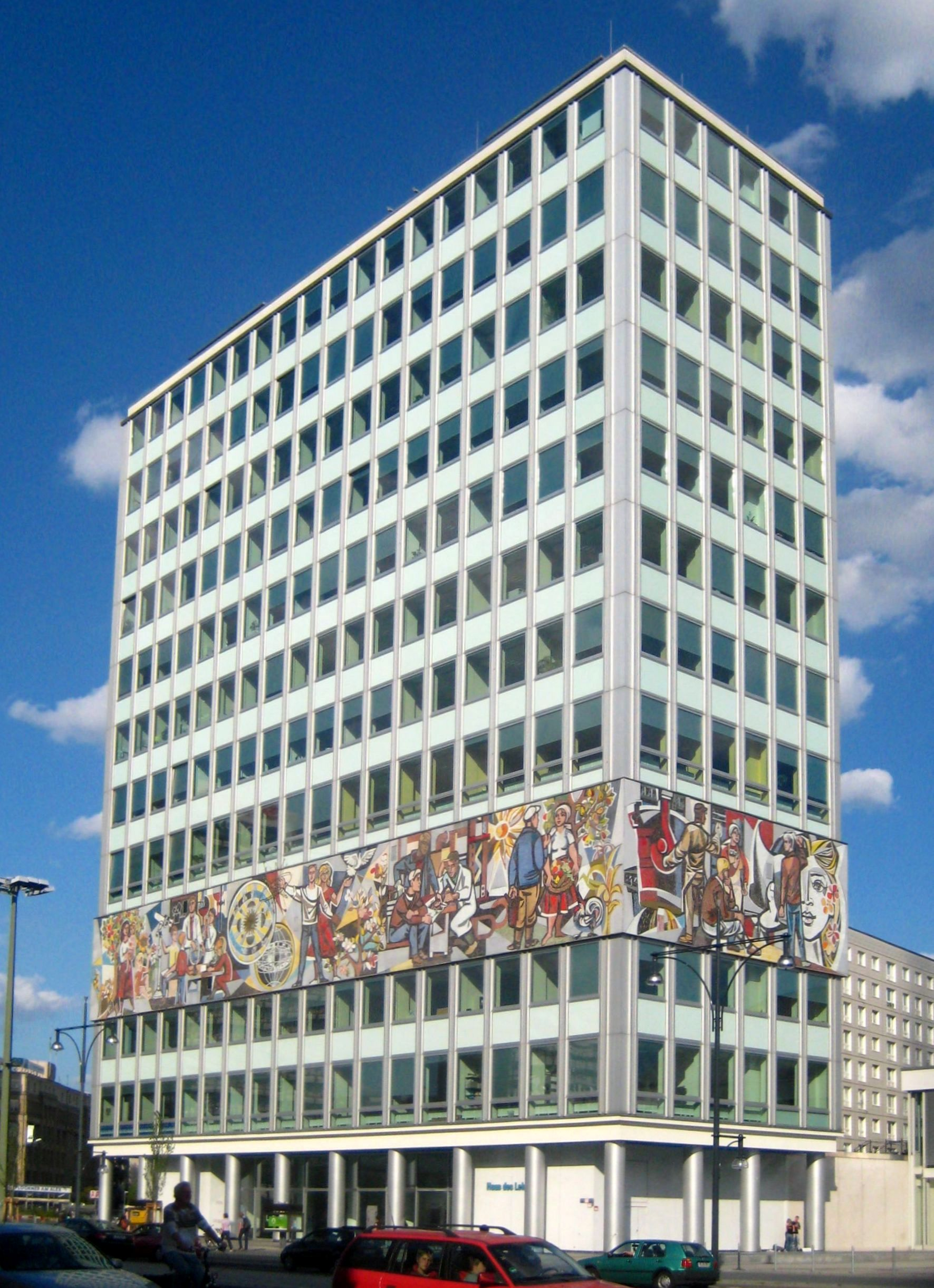
Budynek "Domu nauczycieli" w Berlinie Wschodnim z wielkoformatową mozaiką Nasze Życie

Modernizm w Niemczech (niem. die Moderne) – prąd w architekturze, który w Niemczech określany był również jako Nowe budownictwo (Neues Bauen).
Za początek modernizmu w Niemczech można uznać założenie Werkbundu w 1907 r., w związku z dyskusją na temat problemów i zadań nowej architektury. Korzenie modernizmu niemieckiego tkwiły w ruchach dążących do reformy urbanistycznej miast i przywrócenia łączności zawodów artystycznych i rzemieślniczych. Demonstracją dążeń modernizmu była wystawa w Kolonii w 1914, na której zaprezentowano m.in. modelową fabrykę z przeszklonymi, zaokrąglonymi klatkami schodowymi w narożach (projekt Gropiusa). Całkowicie nowoczesne i abstrakcyjne formy posiadały jednak klasycyzujący symetryczny rzut.
Gwałtowny rozwój nowego budownictwa nastąpił po I wojnie światowej. Brak funduszy na działalność budowlaną sprzyjał bezkompromisowemu rozwojowi architektury na papierze. Wpierw większość twórców kieruje się przejściowo ku ekspresjonizmowi, aby z czasem porzucić stylizację. Pojawia się nurt minimalistyczno-funkcjonalistyczny i równoległa z nim architektura dynamiczna (dynamisches Bauen). Wraz z polepszeniem koniunktury powstają w niemieckich miastach liczne osiedla satelitarne zaprojektowane w nowym duchu i nasycone zielenią.
Do 1933 r. Niemcy stanowiły ośrodek najintensywniejszego rozwoju architektury modernistycznej, po czym nastąpiła przerwa wymuszona przez upodobania estetyczne reżimu nazistowskiego, a najbardziej znani architekci z przyczyn zawodowych lub politycznych opuścili kraj. Po przejęciu władzy przez hitlerowców stopniowo do głosu dochodzili architekci konserwatywni, zaś modernistyczna metoda projektowa była akceptowana w obiektach przemysłowych. W architekturze przemysłowej znaleźli swoją niszę ci, którzy nie wyjechali poza granice Niemiec, m.in. Egon Eiermann i Ernst Neufert. Inni, jak Hans Scharoun, przy utrudnionych warunkach pracy zajęli się wyłącznie budownictwem jednorodzinnym.
Po wojnie architektura na wschodzie i zachodzie Niemiec rozwijała się osobno. Przez pierwsze lata powojenne w obu częściach kraju trwał spór między konserwatystami, pragnącymi odbudowy miast w ich zabytkowych formach, oraz radykalnymi modernistami. W RFN przeważa od początku lat 50. modernizm w uwrażliwionej na materiał i otoczenie odmianie. Powstają liczne szkoły projektu Güntera Behnischa, biurowce, domy towarowe i obiekty przemysłowe tworzy Egon Eiermann. Mimo dzieł w rodzaju Filharmonii Berlińskiej Scharouna, modernizm zachodnioniemiecki nie osiąga takiego znaczenia na świecie jak przedwojenny.
We wschodnich Niemczech został odgórnie narzucony socrealizm, który trwał do około 1958. Późniejsza rozbudowa miast realizowana była już według zasad modernizmu, Hermann Henselmann wzniósł budynki na Alexanderplatz w Berlinie i nowe centrum w Lipsku. Od lat 60. do 1990 powstawały w NRD liczne budynki wielkopłytowe, utrzymane w formach modernizmu.

## Wybrane przykłady modernizmu w Niemczech
(lista chronologiczna)
- Fabryka turbin AEG w Moabicie (ob. dzielnica Berlina), Peter Behrens, 1907 – stalowo-szklana hala o awangardowej konstrukcji. Silnie optycznie działający narożnik nie ma funkcji konstrukcyjnej i jest jeszcze rodzajem ornamentu.
- Fabryka obuwia Fagus w Alfeld, Walter Gropius, 1907–1922 – pierwszy obiekt ze szklanym narożnikiem, z którego wycofano konstrukcję. Kubiczne bryły wzniesione są z żółtej cegły klinkierowej.
- Budynki Bauhausu w Dessau-Roßlau, Walter Gropius, 1926
- Osiedle Podkowa (niem. Hufeisensiedlung) w Berlinie, Bruno Taut, 1925–1927 – mieszane osiedle domów jedno- i wielorodzinnych. W centrum planu znajduje się półkolisty staw, otoczony wielorodzinnym budynkiem z płaskim dachem na planie podkowy o średnicy około 100 m, a od otwartej strony znajduje się taras. Promieniście rozchodzą się od centrum alejki z domami szeregowymi.
- Osiedla we Frankfurcie, Ernst May, 1925–1930
- Osiedle na Weißenhofie w Stuttgarcie, 1927
- osiedle Dammerstock w Karlsruhe, Walter Gropius i inni, 1928–1929
- Dom Schimkego w Löbau i. Sachsen, Hans Scharoun
- Dom towarowy Schocken w Chemnitz, Erich Mendelsohn – wyoblona elewacja o poziomych podziałach zakończona jest pionowymi akcentami przeszleń klatek schodowych.
- Ewangelicki Kościół Pamięci cesarza Wilhelma I w Berlinie, Egon Eiermann, 1963 – dobudowa betonowo-szklanego pawilonu i wieży odbyła się przy zachowaniu zniszczonego w wojnie kościoła w stanie ruiny.
- Nowa Galeria Narodowa w Berlinie, Ludwig Mies van der Rohe, 1963–1969 – wolno stojący budynek przy Forum Kultury. Na granitowym cokole, mieszczącym właściwe pomieszczenia muzealne i techniczne wznosi się jednoprzestrzenna, całkowicie przeszklona hala, w której niekiedy organizuje się wystawy czasowe. Jej potężny dach w postaci stalowego rusztu blachownic spoczywa na ośmiu słupach-kolumnach, wycofanych z narożników. Z tyłu do cokołu przylega sunken garden, służący wystawom rzeźby.

## Główni przedstawiciele modernizmu w Niemczech
- Pierwsze pokolenie

| - Peter Behrens - Max Berg - Alfred Grenander |  | - Hermann Muthesius - Hans Poelzig |

- Drugie pokolenie

| - Walter Gropius - Hugo Häring - Hans Luckhardt - Wassily Luckhardt |  | - Ernst May - Hannes Meyer - Erich Mendelsohn - Ludwig Mies van der Rohe |  | - Adolf Rading - Hans Scharoun - Bruno Taut - Max Taut |

- Trzecie i czwarte pokolenie

| - Paul G. R. Baumgarten - Günter Behnisch - Egon Eiermann - Hermann Henselmann |  | - Horst Linde - Ernst Neufert - Erich Schelling - Otto Ernst Schweizer |